# Paraleuctra divisa
Paraleuctra divisa är en bäcksländeart som först beskrevs av Hitchcock 1958.  Paraleuctra divisa ingår i släktet Paraleuctra och familjen smalbäcksländor. Inga underarter finns listade i Catalogue of Life.